# Wichlinghausen-Nord
Das Wuppertaler Wohnquartier Wichlinghausen-Nord ist eines von fünf Quartieren des Stadtbezirks Oberbarmen. Es umfasst den nördlichen Teil des Stadtteils Wichlinghausen.

## Geographie
Das 0,91 km² große Wohnquartier liegt im Nordosten Wuppertals und wird im Osten von der Straße In der Beule, im Süden von den Straßen Am Diek, Oststraße und Westkotter Straße, im Westen von der Märkischen Straße und der Zufahrt zur Bundesautobahn 46 (Anschlussstelle Wuppertal-Wichlinghausen) und im Norden von den Bächen Beck im Allenkotten und Schellenbeck begrenzt.
Wichlinghausen-Nord ist im Osten von den Wohnquartieren Nächstebreck-Ost und Oberbarmen-Schwarzbach, im Süden von dem Wohnquartier Wichlinghausen-Süd, im Westen von dem Wohnquartier Sedansberg und im Norden von dem Wohnquartier Nächstebreck-West umgeben.
Zu den Wohnplätzen und Ortslagen im Wohnquartier zählen Kickersburg, Kuckuck, Markland, Schimmelsburg, Tütersburg, Westkotten und Wiesche.